# János Kmetty

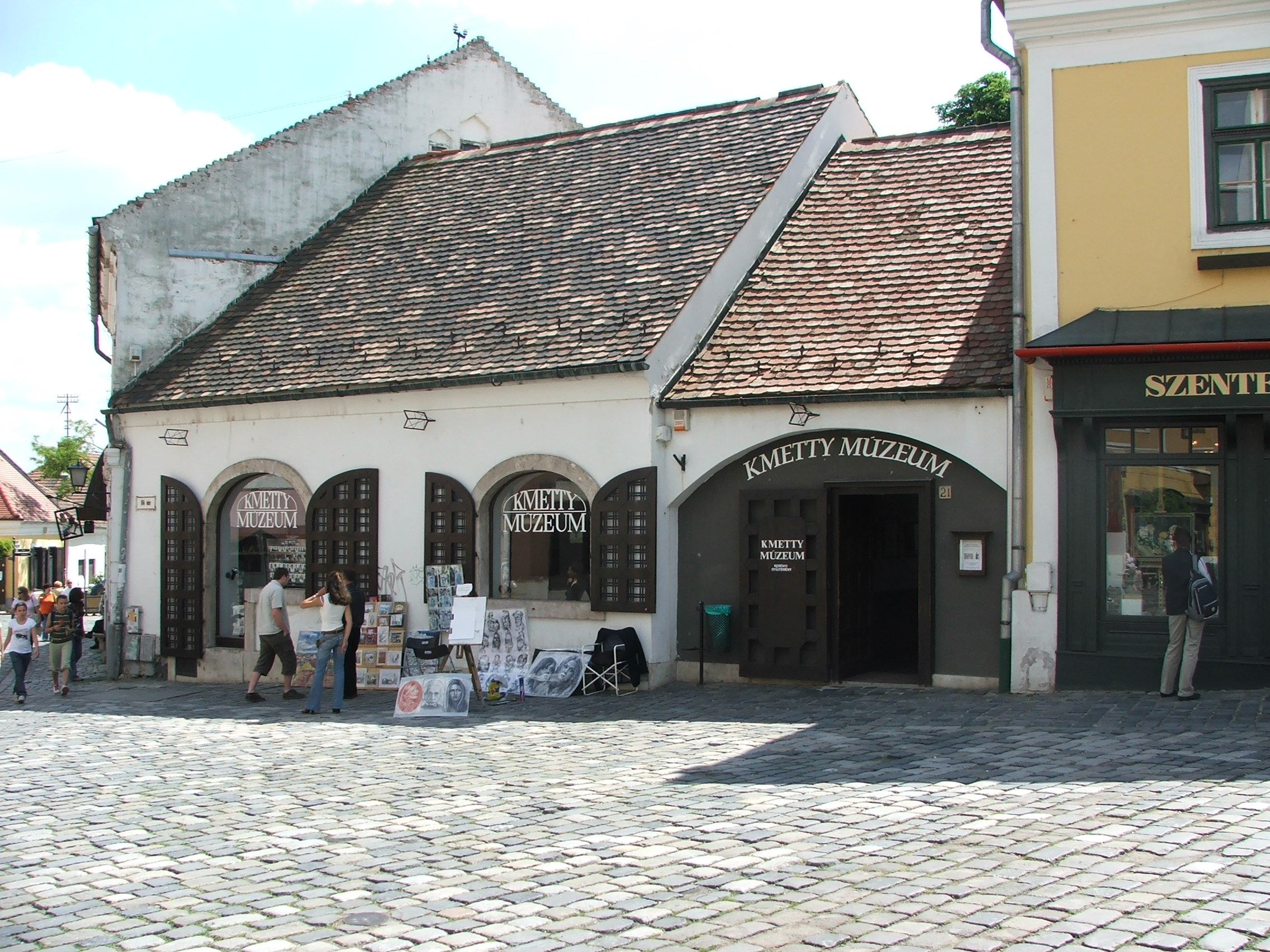
Il Museo Kmetty a Szentendre.

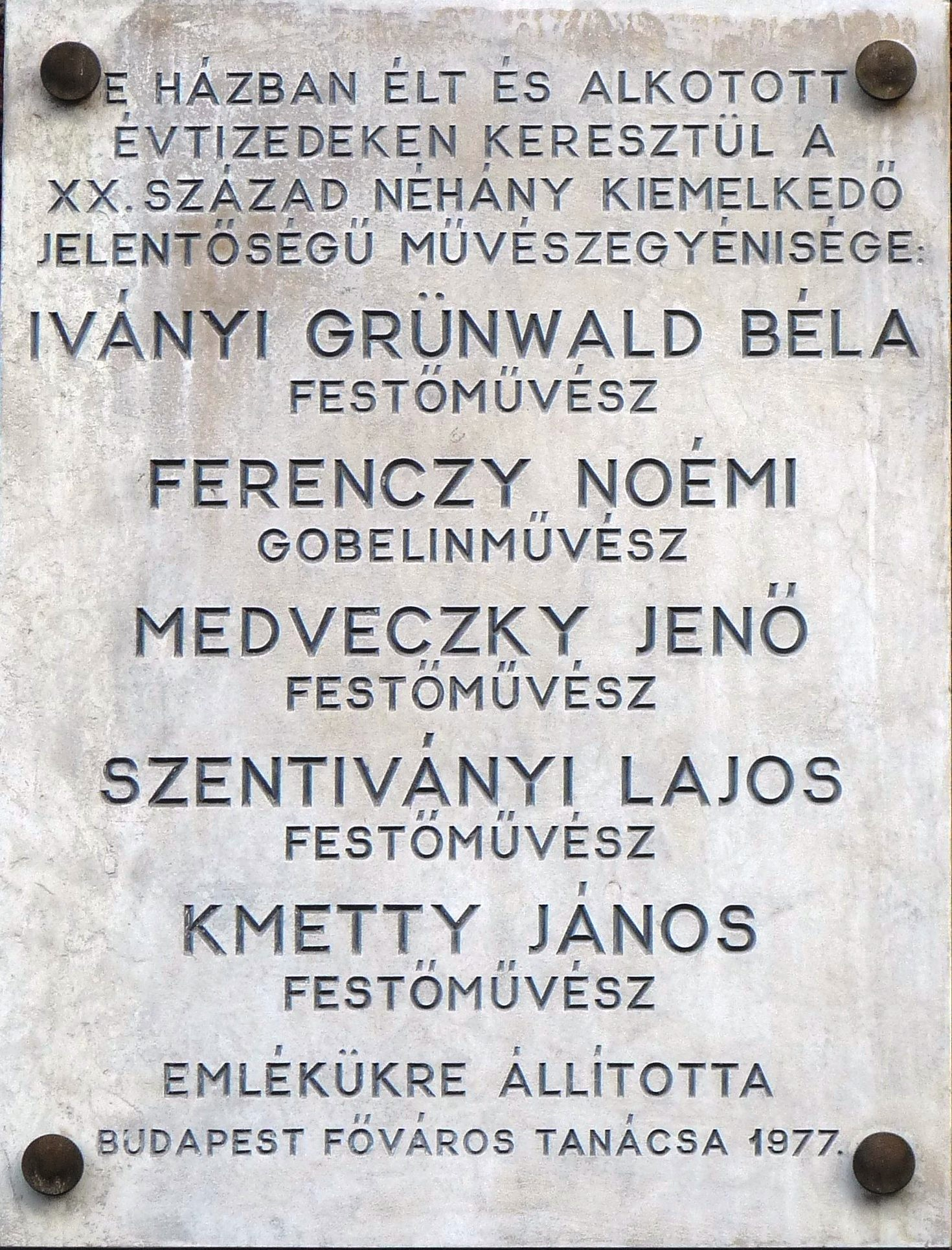
Una targa commemorativa a Budapest

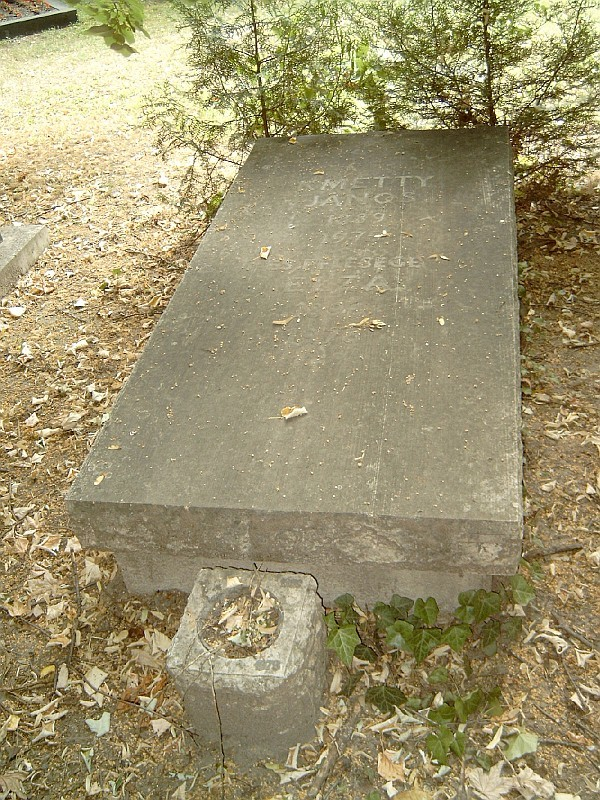
La tomba di János Kmetty a Budapest.

János Kmetty (Miskolc, 23 dicembre 1889 – Budapest, 16 novembre 1975) è stato un pittore ungherese, esponente del cubismo.

## Biografia
Visse a Miskolc fino all'età di 12 anni, poi si trasferì a Košice, dove studiò a Košice alla scuola di Elemír Halász-Hradil. Proseguì gli studi alla scuola artistica privata di Budapest, ove frequentò anche i corsi serali di Károly Ferenczy. 
Compì due viaggi di studio a Parigi, che influenzarono in modo significativo la sua produzione successiva. Fece il suo primo viaggio nel 1911 e rimase assolutamente e visibilmente incantato dall'opera di Paul Cézanne. Dopo essere tornato da Parigi, divenne un membro del gruppo di attivisti di Lajos Kassák, con la decisione che la missione dell'arte fosse di cambiare ed educare l'uomo. Dopo la caduta della repubblica ungherese dei consigli, abbandonò il radicalismo e prese parte all'entusiasmo creativo dei giovani artisti a Košice, Cluj e Baia Mare. Nel 1927 partì per Parigi per la seconda volta e al suo ritorno prese parte alla vita dell'avanguardia di sinistra. Nel 1930 si trasferì a Szentendre, dove divenne membro della colonia d'arte locale. Dal 1946 insegnò alla scuola d'arte di Budapest, nel 1949 gli fu conferito il premio Lajos Kossuth. 
La sua arte è una continuazione dello stile di Cézanne. L'elemento principale dei suoi dipinti è la struttura: le sue forme cubisticamente articolate sono circondate da contorni accentuati. Le opere di Kmetty, che si inscrivono nel solco del cubismo, ma sono sempre razionalmente modificate, testimoniano una forma molto potente di abilità riassuntiva. È anche significativo come artista grafico, in particolare per le sue potenti incisioni, che pubblicò in un album nel 1920.
Scrisse un libro di memorie, in cui descrive in modo interessante la sua vita negli anni fra il 1922 e il 1972.